# Кролик (Вінні-Пух)
Кролик (англ. Rabbit) — персонаж книг Алана Мілна «Вінні Пух» (1926) та «Будинок на Пуховому узліссі» (1928) з ілюстраціями Ернеста Х. Шепарда (англ. Ernest H. Shepard).

## Характеристика
Кролик — один з двох мешканців Стоакрового Лісу, хто має мізки, і він констатує цей факт у розмові з Совою:

У тебе і в мене є мозок. У інших вата.Оригінальний текст (англ.)
You and I have brains. The others have fluff.
З цієї причини Кролик вважає себе дуже важливим мешканцем Стоакрового Лісу. Любить у всьому порядок, організованість, завжди гнівається, якщо хтось робить щось не так, як це було вказано ним, Кроликом. Найважливіша річ для Кролика — його город, тому йогго обробітку він присвячує основну частину свого часу.
У радянській версії носить окуляри, позиціонує себе вихованим.

## Поява
У книзі А. А. Мілна «Вінні Пух» (1926), Кролик вперше з'являється в «Главі другій, в якій Вінні-Пух пішов у гості, а потрапив у безвихідь» (Chapter Two tight place").
Цікаво, що в сьомому розділі, в якому мешканці Стоакрового лісу з подивом і невдоволенням сприймають «вторгнення» Кенги з Крихіткою Ру і намагаються витіснити зі свого середовища ці чужі елементи, Кролик заявляє про наявність у нього «родини» (family), і ясно, що маються на увазі саме діти: «Ось ми тут живемо… всі ми, і раптом ні з того ні з сього ми одного ранку прокидаємося і що ми бачимо? Ми бачимо якусь незнайому тварину! Тварина, про яку ми ніколи не чули раніше!!! Тварина, яка носить своїх дітей у кишені!!! Припустимо, що я почав би носити своїх дітей у кишені, скільки мені знадобилося для цього кишень?
— Шістнадцять, — сказав Паць.
— Сімнадцять, здається… Так, так, — сказав Кролик, — і ще один для хустки, — всього вісімнадцять. Вісімнадцять кишень в одному костюмі! Я б просто заплутався!».
Як зазначає Марія Єліферова, «у сцені де проходить нарада з вигнання Кенги йдеться про 16 чи 17 дітей Кролика, проте ніде у „Вінні-Пусі“ не згадуються кролиці — як і не йдеться про будь-які форми батьківської поведінки з боку Кролика. Діти ці ніде надалі не фігурують. Очевидно, вони вставлені Мілном виключно заради жарту щодо носіння дітей у кишенях».
Раніше, у главі другій, згадувалися Рідні та Знайомі Кролика, проте вони не позиціонуються як його потомство.

## Мультфільми
У радянському мультфільмі «Вінні-Пух йде в гості» Вінні-Пух та Паць приходять у гості до Кролика. Кролика озвучив актор Анатолій Щукін.
У мультфільмах студії Діснея (Disney) про Вінні Пуха перша поява Кролика відбувається в серії «Вінні Пух та Медове Дерево» в 1966 році. Озвучували персонажа: Джуніус Меттьюс, пізніше Вілл Раян, Рей Ерленборн, Кен Сенсом.

## Ігри
Кролик також з'являється в комп'ютерних іграх про Вінні Пуха: Tigger's Honey Hunt, Pooh's Party Games: In Search of the Treasure, Piglet's Big Game і «Вінні-Пух: Медовий урожай і хвіст Іа-Іа» (з'являється на третьому рівні з 6-ти рівнів).